# تارازونا
تارازونا (به اسپانیایی: Tarazona) یک دهستان در اسپانیا است که در Tarazona y el Moncayo واقع شده‌است. تارازونا ۲۴۴٫۰۱ کیلومتر مربع مساحت و ۱۰٬۷۵۶ نفر جمعیت دارد و ۴۸۰ متر بالاتر از سطح دریا واقع شده‌است.